# Baliza de la Punta de la Cerda
La baliza de la Punta de la Cerda, también conocido como faro de la Punta de la Cerda, faro de la Cerda o faro de la Argolla por encontrarse cercano a un amarre donde llegaban los barcos con dificultades, está ubicado en la ciudad de Santander (Cantabria, España), en la península de la Magdalena. Recibe su nombre debido a que en ese lugar se encontraba la batería de Santa Cruz de la Cerda, destinada a proteger el acceso a la bahía de Santander de los enemigos.

## Historia
Esta baliza fue inaugurada en 1870. Al encontrarse a la entrada de la bahía y lejos aún de la ciudad fue, durante siglos, el lugar estipulado por el reglamento del Puerto de Santander para descargar materiales explosivos como la pólvora y especialmente la dinamita y evitar así que los barcos cargados con estos productos entraran en la bahía de Santander y una hipotética explosión pudiese afectar a la ciudad. En la actualidad las actividades de carga y descarga del Puerto de Santander se han trasladado a la zona sur de la bahía y el amarre del Faro de la Cerda ha quedado destinado a embarcaciones de recreo.

## Edificio
Consta de una torre blanca ubicada en un extremo de una vivienda. Este edificio se ha reconvertido y hoy en día es la sede del Aula del Mar, un proyecto docente de la autoridad portuaria, junto con la Universidad de Cantabria y la Universidad Internacional Menéndez Pelayo. La altura focal es de 24 metros sobre el nivel del mar, y de 11,24 metros sobre el terreno.

## Ayudas a la navegación
Se utiliza para alumbrar una luz blanca que emite 1+4 destellos cada 20 segundos. El ciclo de los destellos es: 0,5+3+0,5+1,5+0,5+1,5+0,5+1,5+0,5+10. Por su ubicación, se da la circunstancia de que no es visible al oeste de la demora 160° ya que lo oculta el Palacio de la Magdalena. Su alcance lumínico de es 8 millas náuticas, razón por la que técnicamente no puede considerarse faro.